# Todd Goudy
Pour les articles homonymes, voir Goudy.
Todd Goudy est un homme politique provincial canadien de la Saskatchewan. Il représente la circonscription de Melfort à titre de député du Parti saskatchewanais à la suite d'une élection partielle en 2018.
Il entre au cabinet à titre de Secrétaire provincial responsable des affaires francophones en août 2019.
Goudy est élu président de l'Assemblée législative de la Saskatchewan le 25 novembre 2024.